# Rabah Bitat
Rabah Bitat (en arabe : رابح بيطاط, en berbère : ⵔⴰⴱⵃ ⴱⵉⵟⴰⵟ), né le 19 décembre 1925 à Aïn Kerma (actuelle Messaoud Boudjriou, wilaya de Constantine) et mort le 10 avril 2000 à Paris 14e, est un militant nationaliste et homme d'État algérien, un des six fondateurs du Front de libération nationale en 1954, et, après l'indépendance, plusieurs fois ministre. Il a aussi été chef de l'État par intérim durant 45 jours en 1978, à la suite du décès de Houari Boumédiène.

## Biographie

### L'engagement nationaliste
Il adhère jeune au Parti du peuple algérien (PPA) de Messali Hadj, puis au Mouvement pour le triomphe des libertés démocratiques (MTLD). Après la guerre, il fait partie de l'Organisation spéciale (OS), branche clandestine du MTLD. À la suite de l'attaque de la poste d’Oran, il est condamné par contumace à dix ans de prison.
Au cours de l'année 1954, alors que le MTLD connaît un conflit grave entre « messalistes » et « centralistes », il répond favorablement au projet de Mohamed Boudiaf et Mourad Didouche de créer un parti vraiment révolutionnaire et il est l'un des militants, souvent des anciens de l'OS, à l'origine du Comité révolutionnaire d'unité et d'action ; en août 1954, après la « réunion des 22 » dans une modeste villa du Clos Salambier appartenant à Lyès Deriche, il est un des six membres du conseil dirigeant du CRUA et lorsque celui-ci devient le FLN en octobre, il fait encore partie du conseil porté à neuf membres par l'entrée des trois délégués au Caire (Aït Ahmed, Ben Bella, Khider).

### La guerre d'indépendance
Dès la création du FLN, Rabah Bitat est responsable de la Wilaya IV. Le 1er novembre 1954, jour de la Toussaint rouge, il organise l'action dans cette zone.
En 1955, il fut arrêté par les autorités coloniales et condamné à la prison à vie, puis libéré après le cessez-le-feu en mars 1962.

### Après l'indépendance
Vice-président du conseil dans le premier gouvernement d'Ahmed Ben Bella le 27 septembre 1962, il démissionne en novembre 1963.
Après avoir rejoint l'opposition à Paris, il rallie le coup d'État  du colonel Boumediène (19 juin 1965) et est nommé ministre d'État sans portefeuille le 10 juillet 1965.
Il devient ministre des Transports le 21 juillet 1970, poste qu'il occupe jusqu'au 5 mars 1977, devenant président de l'Assemblée populaire nationale.
Constitutionnellement, il est le second personnage de l'État, aussi, à la mort de Houari Boumédiène le 27 décembre 1978, il assure l'intérim de la présidence de la République algérienne démocratique et populaire durant les 45 jours prévus par la constitution pour organiser une nouvelle élection présidentielle.
Il est réélu président de l'Assemblée nationale en 1982, 1987 et 1989, mais démissionne le 3 octobre 1990 pour exprimer son désaccord avec la politique suivie par le président Chadli Bendjedid.
Retiré de la vie politique pendant une décennie, il soutient activement la candidature d'Abdelaziz Bouteflika en 1999 ; élu, celui-ci le désigne comme envoyé spécial pour plusieurs missions et le charge de le représenter personnellement lors de l'investiture de Thabo Mbeki en Afrique du Sud.
Il meurt le 10 avril 2000 à l'hôpital Broussais à Paris, au lendemain de son transfert depuis l'Algérie.

## Galerie

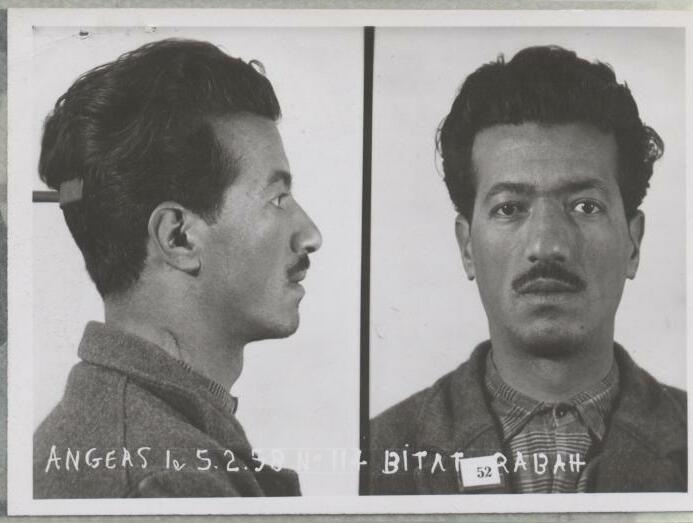
Fiche de police de Rabah Bitat.
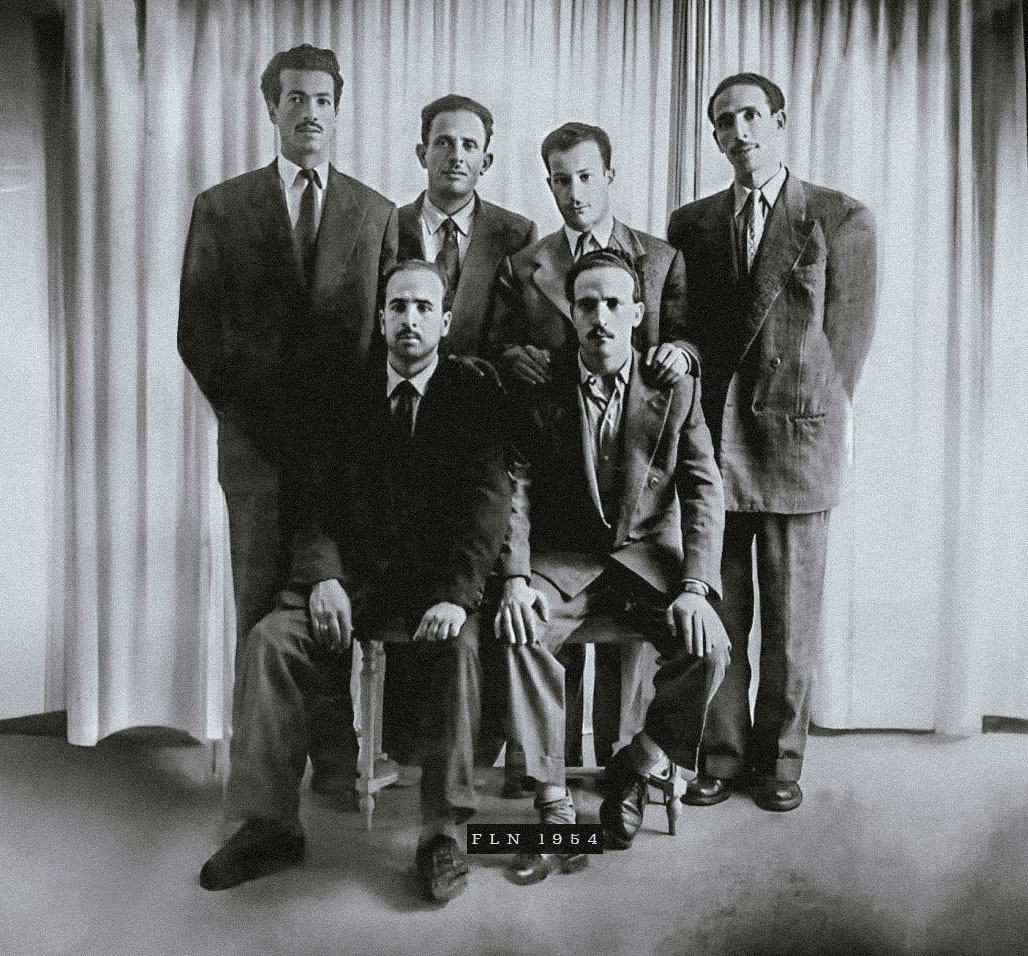
« Groupe des six », chefs du FLN. Photo prise peu avant le déclenchement des hostilités le 1er novembre 1954. De gauche à droite, debout : Rabah Bitat, Mostefa Ben Boulaïd, Mourad Didouche et Mohamed Boudiaf ; assis : Belkacem Krim et Larbi Ben M'hidi.

## Hommages
- L'aéroport d'Annaba porte son nom ;
- le lycée Rabah-Bitat situé à Ouled Yaïch (Blida) porte son nom ;
- le lycée Rabah-Bitat à Ain kerma (Messaoud boudjriou) Wilaya de Constantine, le lieu de sa naissance.
- Le grand stade de la ville de Bouira porte également son nom.

## Décorations
- Sadr de l'ordre du Mérite national d'Algérie.